# Championnat de Belgique masculin de handball
Le championnat de Belgique masculin de handball de division 1 est une compétition de handball créée en 1957 par l'Union royale belge de handball, et organisée par cette même fédération. Ce championnat annuel compte 8 équipes lors de la saison régulière, plus les quatre autres équipes engagées en BeNe League qui ne joue que les play-offs, il se déroule sur le territoire du Royaume de Belgique.
Les clubs les plus titrés sont l'Initia HC Hasselt avec 12 titres, le ROC Flémalle (nommé à présent HC Herstal) et le Sporting Neerpelt (nommé à présent Sporting Pelt) avec 10 titres chacun.

## Histoire

### 1921-1958: les débuts du handball en Belgique
C'est en 1921 que le Liégeois Jules Devlieger découvre le handball aux Olympiades ouvrières de Prague. Il l'introduit en Province de Liège où il connait un vif succès. Ainsi, l'Union beynoise qu'il fonde en 1921 est, en 2018, le club belge le plus ancien encore en activité. D'autres équipes apparaissent principalement en région liégeoise puis dans l'ensemble du pays, en particulier dans les régions bruxelloise et anversoise.

### 1958-1970: l'OC Flémallois au pouvoir
C'est vers la fin des années 1950, comme beaucoup de pays en Europe, que les compétitions officielles voient le jour.
La première saison officielle débute en 1958. Invaincu au cours de la saison, l'Olympic Club Flémallois remporte le premier titre de champion, ainsi que les six saisons suivantes. Lors de cette période, ce club de la banlieue liégeoise affiche une importante suprématie, jouant 115 matchs d'affilée sans défaite ni partage puis 137 matchs d'affilée sans défaite. 
Mais cette suprématie s'arrête de manière incongrue lors de la saison 1965/1966 : au terme de la saison, le ROC Flémallois et le CH Schaerbeek Brussels terminent tous les deux avec 39 points au total. L'Union belge de handball décide alors d'organiser une finale sur terrain neutre à Mont-sur-Marchienne en Province de Hainaut pour déterminer l'équipe championne de Belgique. Pour préparer ce match des plus importants, le ROC Flémallois décide de participer au tournoi international du TSV Eupen 1889 qui a lieu une semaine avant la finale. Lors du match face à l'équipe luxembourgeoise du HB Eschois Fola, Richard Lespagnard, icône du handball belge à cette époque-là, est victime d'une crise cardiaque et décède sur le terrain à l'âge de 44 ans. Le ROC Flémallois demande alors à l'URBH de reporter la finale, mais celle-ci refuse et décerne le titre de Champion de Belgique par forfait au CH Schaerbeek Brussels. Le fait de ne pas reporter le match alors que pendant ce temps le ROC Flémallois enterre l'un de ses joueurs historique sera considéré comme l'une des premières grosses polémiques du handball en Belgique.
La dixième édition est remportée par le Progrès HC Seraing un autre club liégeois, voisin et rival du ROC Flémallois. Puis la saison suivante, pour la première fois c'est au KV Sasja HC Hoboken, un club flamand, plus précisément anversois, de remporter le titre. En finale, il s'impose 20-7 face au ROC Flémallois qui obtient malgré cette défaite une deuxième place et montre qu'ils sont toujours dans le coup puisqu'il remporte ensuite les douzième et treizième éditions.

### 1971-1977: période de transition
Dans les années 1970, le championnat n'a plus vraiment de leader. Malgré un titre en 1976, les beaux jours du Royal Olympic Club Flémalle sont révolus et les champions varient : le HC Inter Herstal (en 1971), le SK Avanti Lebbeke (en 1972 et 1973), le KV Sasja HC Hoboken (en 1974 et 1975) et le Progrès HC Seraing (en 1977).

### 1978-1999: la domination du Sporting Neerpelt et de l'Initia HC Hasselt
En 1977, l'Union royale belge de handball est bouleversée par la régionalisation du pays.
Pour des raisons évidentes, l'URBH est scindée et cette scission correspond à la mise en place de l'obligation de jouer en salle.
Cela correspond également à la prise au pouvoir des clubs flamands et en particulier limbourgeois. Ainsi, entre 1978 et 1999, 19 des 22 saisons sont remportées par deux clubs : le Sporting Neerpelt domine dans les années 1980 avec neuf titres de champions (1978, 1980, 1981, 1982, 1983, 1987, 1988, 1989, 1990) avant que l'Initia HC Hasselt ne prenne la mainmise sur le championnat avec dix titres (1984, 1985, 1986, 1993, 1994, 1995, 1996, 1997, 1998, 1999). Seuls trois titres leur échappe : le KV Mechelen en 1979, le Handball Club Herstal, emmenée par son entraîneur Thierry Herbillon et l'icône du handball belge Joseph Delpire, en 1991 et le Olse Merksem Handbal Club en 1992.

### Années 2000: arrivés d'autres champions
Les années 2000 débutent avec la prise au pouvoir des frontaliers du HC Eynatten qui remporte le titre en 2000, 2001 et 2002.
C'est alors que les clubs limbourgeois reviennent en force avec le premier et le deuxième titre du HCE Tongeren en 2003 et 2005 ainsi que le dixième du Sporting Neerpelt en 2004. Puis, après 31 ans d'attente, le KV Sasja HC Hoboken fait son retour au premier plan en remportant son quatrième titre en 2006, titre qu'il conserve les deux saisons suivantes. 

### Depuis 2008: vers la professionnalisation grâce à la BeNe League
En 2008, l'URBH ainsi que l'Association néerlandaise de handball décident de collaborer pour former la BeNe Liga dans le but de professionnaliser le handball dans leurs pays. Ainsi, cette nouvelle compétition regroupe les quatre meilleurs clubs de chaque pays.
En 2008, le KV Sasja HC Hoboken remporte donc son sixième titre de champion de Belgique ainsi que la première édition de la BeNe Liga. Par la suite, la division 1 retrouve le United HC Tongeren comme leader puisqu'il remporte les deux éditions suivantes en 2009 et 2010 et puis l'Initia HC Hasselt revient douze ans après son dernier titre en remportant le onzième sacre de champion. Et le dépasse même en remportant deux nouveaux titres en 2013 et 2014. Entre-temps, le United HC Tongeren a remporté son cinquième sacre en 2012.

## Organisation du championnat
La saison régulière est disputée par 8 équipes jouant chacune l'une contre l'autre à deux reprises selon le principe des phases aller et retour. Une victoire rapporte 2 points, une égalité, 1 point et, donc une défaite 0 point.
Après la saison régulière, les 2 équipes les mieux classées s'engagent dans les play-offs. Ceux-ci constituent en un nouveau championnat où elle rejoignent les quatre équipes engagées en BeNe League.
Les six équipes s'affrontent en phase aller-retour mais lors duquel toute part avec zéro point. Ces six équipes s'affrontent dans le but de pouvoir terminer premier et, donc d'obtenir un sacre national, mais aussi de terminer dans les quatre premiers et de pouvoir être qualifiées pour la BeNe League ou encore pour les compétitions européennes.
Pour ce qui est des 6 dernières équipes de la phase régulière, elles s'engagent quant à elles dans les play-downs. Il s'agit là aussi d'une compétition normale en phase aller-retour mais pour laquelle le premier de ces play-downs commence avec 6 points, le second, 5, le troisième, 4, le quatrième, 3, le cinquième, 2 et le sixième avec 1 point. Ces quatre équipes s'affrontent dans le but de ne pas pouvoir finir aux deux dernières places auquel cas la dernière équipe sera reléguée en division 2 et laissera sa place pour l'équipe vainqueur des play-offs de division 2, tandis que l'avant-dernière équipe des play-downs devra quant à elle disputer un match contre la deuxième équipe des play-offs de division 2 pour savoir si elle aussi est reléguée en division 2  ou si elle maintient une place, l'an prochain pour la première division nationale.

## Classement EHF
La Belgique est une nation mineure en Europe. Son Coefficient EHF en 2018 (pour la saison 2019-2020) est :
| Rang | Rang  | Rang | Championnat | Coeff. | Places en coupes d'Europe | Places en coupes d'Europe | Places en coupes d'Europe | Places en coupes d'Europe |
| 2018 | Évol. | 2017 | Championnat | Coeff. | LDC                       | EHF                       | CC                        | Total                     |
| ---- | ----- | ---- | ----------- | ------ | ------------------------- | ------------------------- | ------------------------- | ------------------------- |
| 1    | +3    | 4    | France      | 146,67 | 1                         | 4                         | 0                         | 5                         |
| 2    | -1    | 1    | Allemagne   | 130,33 | 1                         | 4                         | 0                         | 5                         |
| 3    | -1    | 2    | Espagne     | 90,17  | 1                         | 3                         | 0                         | 4                         |
| 4    | -1    | 3    | Hongrie     | 86,33  | 1                         | 3                         | 0                         | 4                         |
| 5    | —     | 5    | Pologne     | 82,33  | 1                         | 3                         | 0                         | 4                         |
| 6    | —     | 6    | Danemark    | 63,67  | 1                         | 3                         | 0                         | 4                         |
| 7    | —     | 7    | Macédoine   | 58,11  | 1                         | 3                         | 0                         | 4                         |
| ...  |       |      |             |        |                           |                           |                           |                           |
| 23   | +3    | 26   | Belgique    | 10,67  | 1                         | 1                         | 2                         | 4                         |

## Les clubs
|  | Clubs engagés en BeNe League |

| \| Visé Grâce-Hollogne Houthalen Olse Merksem Sasja Hasselt Tongres Bocholt NeLo Tournai \| Localisation des clubs engagés dans le championnat, · en gras les clubs engagés en BeNe League |
| Visé Grâce-Hollogne Houthalen Olse Merksem Sasja Hasselt Tongres Bocholt NeLo Tournai |

| Club                     | Matricule | Ville                   | Province                          | Salle                                                     |
| ------------------------ | --------- | ----------------------- | --------------------------------- | --------------------------------------------------------- |
| Initia HC Hasselt        | 142       | Hasselt                 | Limbourg                          | Sporthal Alverberg                                        |
| Handbal Tongeren         | 143       | Tongres                 | Limbourg                          | Eburons Dôme Tongeren                                     |
| Achilles Bocholt         | 395       | Bocholt                 | Limbourg                          | Sportcomplex De Damburg                                   |
| HC Visé BM               | 89        | Visé                    | Liège                             | Hall Omnisports de Visé                                   |
| Sporting Neerpelt-Lommel | 112       | Neerpelt-Lommel         | Limbourg                          | Sportcentrum Dommelhof                                    |
| KV Sasja HC Hoboken      | 191       | Anvers                  | Anvers                            | Sportcomplex Sorghvliedt                                  |
| Olse Merksem HC          | 48        | Anvers                  | Anvers                            | Sportcentrum De Rode Loop                                 |
| EHC Tournai              | 176       | Tournai                 | Hainaut                           | Hall des Sports de la C.E.T.                              |
| HC Eynatten-Raeren       | 156       | Raeren                  | Liège                             | Sporthalle Eynatten                                       |
| Apolloon Courtrai        | 198       | Courtrai                | Province de Flandre-Occidentale   |                                                           |
| RHC Grâce-Hollogne       | 6         | Grâce-Hollogne          | Liège                             | Hall omnisports de Grâce-Hollogne                         |
| HC DB Gent               | 182       | Gand                    | Province de Flandre-Orientale     | Sporthal Hekers                                           |
| HC Atomix Haacht         | 172       | Haacht Keerbergen Putte | Brabant flamand/Province d'Anvers | Sporthal Den Dijk Sporthal Keerbergen Sporthal Klein Boom |
| HC Visé BM II            | 89        | Visé                    | Liège                             | Hall Omnisports de Visé                                   |

### Palmarès
| no                 | Saison    | Champion                     | Titre                        | Vice-champion               |
| ------------------ | --------- | ---------------------------- | ---------------------------- | --------------------------- |
| Division 1         |           |                              |                              |                             |
| 01                 | 1958-1959 | Olympic Club Flémallois      | 1er                          | Union beynoise              |
| 02                 | 1959-1960 | Olympic Club Flémallois      | 2e                           | Union beynoise              |
| 03                 | 1960-1961 | Olympic Club Flémallois      | 3e                           | Union beynoise              |
| 04                 | 1961-1962 | Olympic Club Flémallois      | 4e                           | Union beynoise              |
| 05                 | 1962-1963 | Olympic Club Flémallois      | 5e                           | Université de Liège         |
| 06                 | 1963-1964 | Olympic Club Flémallois      | 6e                           | Université de Liège         |
| 07                 | 1964-1965 | Royal Olympic Club Flémalle  | 7e                           | JS Herstal                  |
| 08                 | 1965-1966 | CH Schaerbeek Brussels       | 1er                          | Royal Olympic Club Flémalle |
| 09                 | 1966-1967 | Progrès HC Seraing           | 1er                          | KV Sasja HC                 |
| 10                 | 1967-1968 | KV Sasja HC Hoboken          | 1er                          | Royal Olympic Club Flémalle |
| 11                 | 1968-1969 | Royal Olympic Club Flémalle  | 8e                           | Progrès HC Seraing          |
| 12                 | 1969-1970 | Royal Olympic Club Flémalle  | 9e                           | HC Inter Herstal            |
| 13                 | 1970-1971 | HC Inter Herstal             | 1er                          | KV Sasja HC                 |
| 14                 | 1971-1972 | SK Avanti Lebbeke            | 1er                          | ?                           |
| 15                 | 1972-1973 | SK Avanti Lebbeke            | 2e                           | Université de Liège         |
| 16                 | 1973-1974 | KV Sasja HC Hoboken          | 2e                           | Royal Olympic Club Flémalle |
| 17                 | 1974-1975 | KV Sasja HC Hoboken          | 3e                           | Progrès HC Seraing          |
| 18                 | 1975-1976 | Royal Olympic Club Flémalle  | 10e                          | KV Sasja HC                 |
| 19                 | 1976-1977 | Progrès HC Seraing           | 2e                           | Royal Olympic Club Flémalle |
| 20                 | 1977-1978 | Sporting Neerpelt            | 1er                          | KV Sasja HC                 |
| 21                 | 1978-1979 | Klub Mechelen Handbal        | 1er                          | Sporting Neerpelt           |
| 22                 | 1979-1980 | Sporting Neerpelt            | 2e                           | SK Avanti Lebbeke           |
| 23                 | 1980-1981 | Sporting Neerpelt            | 3e                           | KV Sasja HC                 |
| 24                 | 1981-1982 | Sporting Neerpelt            | 4e                           | KV Sasja HC                 |
| 25                 | 1982-1983 | Sporting Neerpelt            | 5e                           | SK Avanti Lebbeke           |
| 26                 | 1983-1984 | Initia HC Hasselt            | 1er                          | Sporting Neerpelt           |
| 27                 | 1984-1985 | Initia HC Hasselt            | 2e                           | Sporting Neerpelt           |
| 28                 | 1985-1986 | Initia HC Hasselt            | 3e                           | Sporting Neerpelt           |
| 29                 | 1986-1987 | Sporting Neerpelt            | 6e                           | KV Sasja HC                 |
| 30                 | 1987-1988 | Sporting Neerpelt            | 7e                           | Initia HC Hasselt           |
| 31                 | 1988-1989 | Sporting Neerpelt            | 8e                           | Initia HC Hasselt           |
| 32                 | 1989-1990 | Sporting Neerpelt            | 9e                           | HC Herstal                  |
| 33                 | 1990-1991 | HC Herstal                   | 1er                          | KV Sasja HC                 |
| 34                 | 1991-1992 | Olse Merksem HC              | 1er                          | Union beynoise              |
| 35                 | 1992-1993 | Initia HC Hasselt            | 4e                           | Sporting Neerpelt           |
| 36                 | 1993-1994 | Initia HC Hasselt            | 5e                           | Sporting Neerpelt           |
| 37                 | 1994-1995 | Initia HC Hasselt            | 6e                           | HC Herstal                  |
| 38                 | 1995-1996 | Initia HC Hasselt            | 7e                           | HC Herstal                  |
| 39                 | 1996-1997 | Initia HC Hasselt            | 8e                           | Sporting Neerpelt           |
| 40                 | 1997-1998 | Initia HC Hasselt            | 9e                           | Sporting Neerpelt           |
| 41                 | 1998-1999 | Initia HC Hasselt            | 10e                          | Sporting Neerpelt           |
| Division d'Honneur |           |                              |                              |                             |
| 42                 | 1999-2000 | Handball Club Eynatten       | 1er                          | Ajax Lebbeke                |
| 43                 | 2000-2001 | Handball Club Eynatten       | 2e                           | Initia HC Hasselt           |
| 44                 | 2001-2002 | Handball Club Eynatten       | 3e                           | Sporting Neerpelt           |
| 45                 | 2002-2003 | HC Elckerlyc Tongeren        | 1er                          | Handball Club Eynatten      |
| 46                 | 2003-2004 | Sporting Neerpelt            | 10e                          | Initia HC Hasselt           |
| 47                 | 2004-2005 | HC Elckerlyc Tongeren        | 2e                           | Sporting Neerpelt           |
| 48                 | 2005-2006 | KV Sasja HC Hoboken          | 4e                           | Sporting Neerpelt           |
| 49                 | 2006-2007 | KV Sasja HC Hoboken          | 5e                           | Initia HC Hasselt           |
| 50                 | 2007-2008 | KV Sasja HC Hoboken          | 6e                           | Initia HC Hasselt           |
| 51                 | 2008-2009 | United HC Tongeren           | 3e                           | Initia HC Hasselt           |
| Division 1         |           |                              |                              |                             |
| 52                 | 2009-2010 | United HC Tongeren           | 4e                           | Achilles Bocholt            |
| 53                 | 2010-2011 | Initia HC Hasselt            | 11e                          | United HC Tongeren          |
| 54                 | 2011-2012 | United HC Tongeren           | 5e                           | Initia HC Hasselt           |
| 55                 | 2012-2013 | Initia HC Hasselt            | 12e                          | Achilles Bocholt            |
| 56                 | 2013-2014 | Initia HC Hasselt            | 13e                          | Achilles Bocholt            |
| 57                 | 2014-2015 | United HC Tongeren           | 6e                           | Initia HC Hasselt           |
| 58                 | 2015-2016 | Handbal Achilles Bocholt     | 1er                          | Initia HC Hasselt           |
| 59                 | 2016-2017 | Handbal Achilles Bocholt     | 2e                           | United HC Tongeren          |
| 60                 | 2017-2018 | Handbal Achilles Bocholt     | 3e                           | Initia HC Hasselt           |
| 61                 | 2018-2019 | Handbal Achilles Bocholt     | 4e                           | HC Visé BM                  |
| 62                 | 2019-2020 | Annulé en raison du Covid-19 | Annulé en raison du Covid-19 |                             |
| 63                 | 2020-2021 | Annulé en raison du Covid-19 | Annulé en raison du Covid-19 |                             |
| 64                 | 2021-2022 | HC Visé BM                   | 1er                          | Handbal Achilles Bocholt    |
| 65                 | 2022-2023 | Handbal Achilles Bocholt     | 5e                           | Hubo Handbal                |
| 66                 | 2023-2024 | Sporting Pelt                | 11e                          | Handbal Achilles Bocholt    |
| 67                 | 2024-2025 | HC Visé BM                   | 2e                           | Sporting Pelt               |

## Bilans
| Club                           | Titres | Premier   | Dernier   |
| ------------------------------ | ------ | --------- | --------- |
| Initia HC Hasselt              | 13     | 1983-1984 | 2013-2014 |
| Sporting Pelt                  | 11     | 1977-1978 | 2023-2024 |
| Royal Olympic Club Flémalle    | 10     | 1958-1959 | 1975-1976 |
| KV Sasja HC Hoboken            | 6      | 1967-1968 | 2007-2008 |
| Handbal Tongeren               | 6      | 2002-2003 | 2014-2015 |
| Achilles Bocholt               | 5      | 2015-2016 | 2022-2023 |
| HC Eynatten-Raeren             | 3      | 1999-2000 | 2001-2002 |
| SK Avanti Lebbeke              | 2      | 1971-1972 | 1972-1973 |
| Progrès Handball Club Seraing  | 2      | 1966-1967 | 1976-1977 |
| Handball Club Visé Basse Meuse | 1      | 2021-2022 | 2024-2025 |
| Handball Club Herstal          | 1      | 1990-1991 | 1990-1991 |
| Handball Club Inter Herstal    | 1      | 1970-1971 | 1970-1971 |
| CH Schaerbeek Brussels         | 1      | 1965-1966 | 1965-1966 |
| Klub Mechelen Handbal          | 1      | 1978-1979 | 1978-1979 |
| Olse Merksem HC                | 1      | 1991-1992 | 1991-1992 |

| Province          | Titres |
| ----------------- | ------ |
| Limbourg          | 35     |
| Liège             | 20     |
| Anvers            | 8      |
| Flandre-Orientale | 2      |
| Bruxelles         | 1      |

| Région                                 | Titres |
| -------------------------------------- | ------ |
| Association flamande de handball (VHV) | 45     |
| Ligue francophone de handball (LFH)    | 20     |